# Terra sigillata

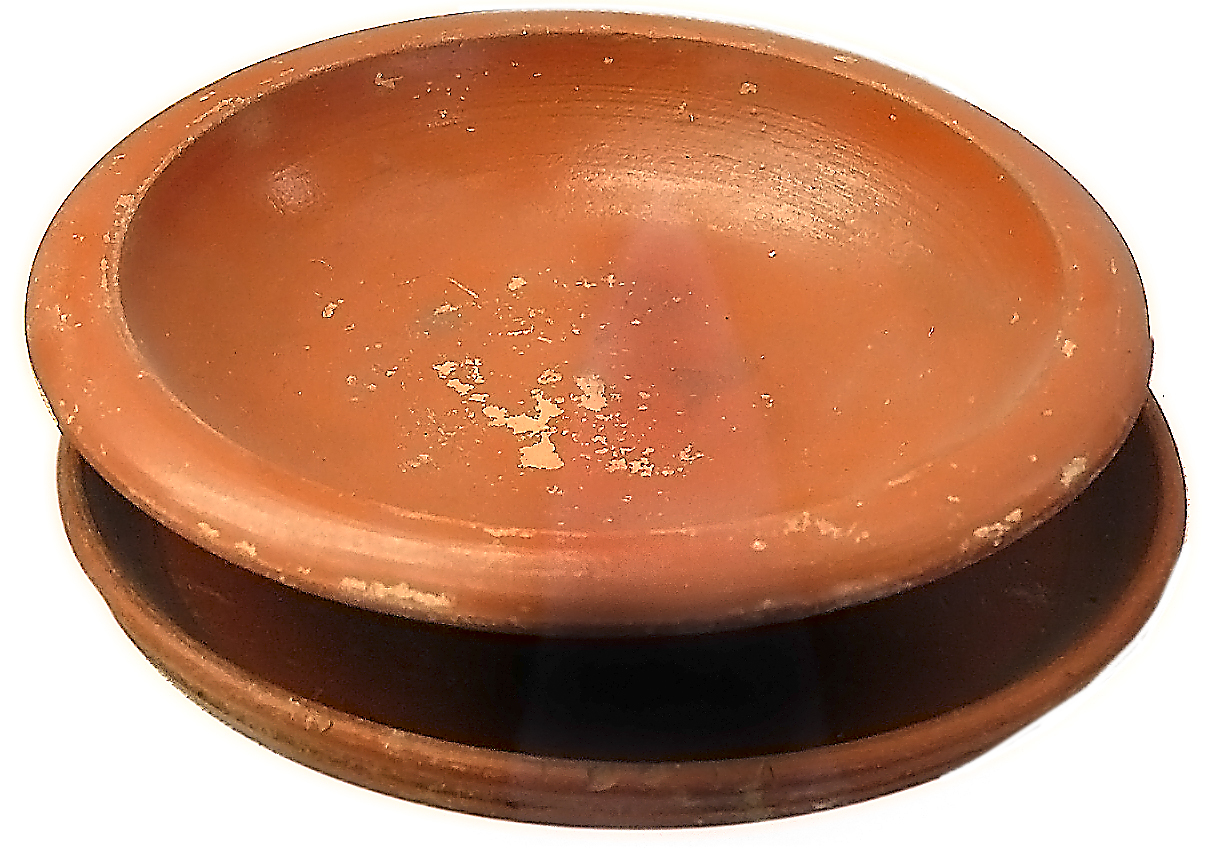
Prato de Terra Sigillata Hispânica lisa

Dentro das cerâmicas de Época Romana, a Terra Sigillata afirma-se como um dos principais indicadores cronológicos. Seu nome deriva do selo (sigilum) com que eram marcadas. Esse sigilo usado como referência e propaganda da qualidade do oleiro ou da oficina onde era feito o recipiente.
Apresentam-se cobertas por um engobe (fina camada de argila decantada diversas vezes) quase vitrificado (após a cozedura) o que lhe características ímpares de beleza, resistência e impermeabilidade.
A sua abundância nas estações arqueológicas transforma-a num espólio de importância crucial. A enorme diversidade de centros de fabrico, de tipologias e de cronologias desta cerâmica de luxo, atravessa várias centúrias, desde os primeiros tempos de ocupação romana até à Alta Idade Média. São um importante índice para o comércio e retrato de uma mentalidade, de usos e costumes.
Podem ser classificadas de acordo com a sua origem em:
1. A Terra Sigillata Oriental;
2. A Terra Sigillata de Tipo Itálico;
3. A Terra Sigillata Sudgálica;
  1. Os centros de produção: La Graudesenque e Montans
4. A Terra Sigillata Hispânica;
  1. Os centros de produção: Andújar e Tritium Magallum
5. A Terra Sigillata Hispânica tardia;
6. A Terra Sigillata Africana;
7. A Terra Sigillata Foceense tardia.

## Referência
- «Terra Sigillata, na Wikipédia em espanhol»